# Simón Bolívar, Cintalapa
Simón Bolívar är en ort i Mexiko.   Den ligger i kommunen Cintalapa och delstaten Chiapas, i den sydöstra delen av landet, 600 km sydost om huvudstaden Mexico City. Simón Bolívar ligger 411 meter över havet och antalet invånare är 136.
Terrängen runt Simón Bolívar är huvudsakligen kuperad, men norrut är den bergig. Simón Bolívar ligger nere i en dal. Runt Simón Bolívar är det ganska glesbefolkat, med 26 invånare per kvadratkilometer. Närmaste större samhälle är Jacinto Tirado, 18,4 km söder om Simón Bolívar. I omgivningarna runt Simón Bolívar växer i huvudsak städsegrön lövskog.